# Briot
Briot település Franciaországban, Oise megyében. Lakosainak száma 297 fő (2022. január 1.). Briot Brombos, Grandvilliers, Halloy, Saint-Maur és Thieuloy-Saint-Antoine községekkel határos.

## Népesség
A település népességének változása:
| Lakosok száma | 276  | 274  | 287  | 283  | 288  | 288  | 293  | 293  | 297  |
|               | 2013 | 2015 | 2016 | 2017 | 2018 | 2019 | 2020 | 2021 | 2022 |